# Olympische Sommerspiele 2024/Segeln – 49erFX (Frauen)
Die Segelregatta mit dem 49erFX der Frauen bei den Olympischen Sommerspielen 2024 fand vom 28. Juli bis 2. August vor dem Marina de Marseille statt.

## Zeitplan
| ● | Regatta | ● | Medaillenrennen |

| Datum   | Juli    | Juli    | Juli    | Juli     | August | August          |
| Datum   | 28. So. | 29. Mo. | 30. Di. | 31. Mi.  | 1. Do. | 2. Fr.          |
| ------- | ------- | ------- | ------- | -------- | ------ | --------------- |
| Regatta | 1/2/3   | 4/5/6   | 7/8/9   | 10/11/12 |        | Medaillenrennen |

## Ergebnisse
| - † = Streichergebnis - UFD = „U“ flag disqualification (Disqualifiziert (Start unter „U“-Flagge)) - BFD = „Black“ flag disqualification (Disqualifiziert (Start unter schwarzer Flagge)) - RDG = Redress given (Anerkannte Abhilfe) - DNF = Did not finish (Rennen nicht beendet) - DNC = Did not contested (Nicht in den Startbereich gekommen) - DPI = Discretionary Penalty Imposed (Ermessensstrafe verhängt) - DSQ = Disqualifikation - RET = Retired (Zurückgezogen nach Wettbewerbsbeginn) - OCS = On the course side of the starting line (Falsche Position bei Start) - SCP = Scoring penalty (Wertungsstrafe) |

| Rang | Athletinnen                                   | Nation             | Regatta | Regatta | Regatta | Regatta   | Regatta | Regatta   | Regatta | Regatta   | Regatta   | Regatta   | Regatta | Regatta   | Regatta | Punkte | Punkte                |
| Rang | Athletinnen                                   | Nation             | 1       | 2       | 3       | 4         | 5       | 6         | 7       | 8         | 9         | 10        | 11      | 12        | MR      | Gesamt | Mit Streich- ergebnis |
| ---- | --------------------------------------------- | ------------------ | ------- | ------- | ------- | --------- | ------- | --------- | ------- | --------- | --------- | --------- | ------- | --------- | ------- | ------ | --------------------- |
| 1    | Odile van Aanholt Annette Duetz               | Niederlande        | 5       | 1       | 1       | 10        | 8       | 5         | 19†     | 3         | 2         | 15        | 4       | 14        | 6       | 93,0   | 74,0                  |
| 2    | Vilma Bobeck Rebecca Netzler                  | Schweden           | 14      | 6       | 15      | 4         | 15      | 10        | 2       | 1         | 5         | 1         | 1       | 17†       | 2       | 93,0   | 76,0                  |
| 3    | Sarah Steyaert Charline Picon                 | Frankreich         | 2       | 2       | 2       | 8         | 2       | 2         | 12      | 11        | 10        | 18†       | 6       | 10        | 12      | 97,0   | 79,0                  |
| 4    | Helene Næss Marie Rønningen                   | Norwegen           | 10      | 7       | 13      | 21† (BFD) | 5       | 9         | 5       | 5         | 7         | 2         | 5       | 8         | 16      | 113,0  | 92,0                  |
| 5    | Jana Germani Giorgia Bertuzzi                 | Italien            | 12      | 9       | 9       | 1         | 3       | 6         | 17†     | 17        | 16        | 12        | 3       | 3         | 4       | 112,0  | 95,0                  |
| 6    | Marla Bergmann Hanna Wille                    | Deutschland        | 3       | 4       | 5       | 21† (BFD) | 16      | 7         | 11      | 8         | 8         | 3         | 14      | 5         | 14      | 119,0  | 98,0                  |
| 7    | Jo Aleh Molly Meech                           | Neuseeland         | 15      | 17      | 20†     | 9         | 17      | 8         | 3       | 2         | 1         | 14        | 8       | 7         | 8       | 129,0  | 109,0                 |
| 8    | Martine Grael Kahena Kunze                    | Brasilien          | 13      | 5       | 6       | 21† (BFD) | 19      | 12        | 10      | 9         | 13        | 4         | 9       | 2         | 10      | 133,0  | 112,0                 |
| 9    | Olivia Price Evie Haseldine                   | Australien         | 6       | 8       | 16      | 7         | 11      | 3         | 20†     | 10        | 9         | 10        | 10      | 12        | 18      | 140,0  | 120,0                 |
| 10   | Stephanie Roble Maggie Shea                   | Vereinigte Staaten | 7       | 11      | 10      | 3         | 9       | 13        | 15      | 13        | 17†       | 8         | 7       | 9         | 20      | 142,0  | 125,0                 |
| 11   | Georgia Lewin-LaFrance Antonia Lewin-LaFrance | Kanada             | 1       | 19      | 12      | 21† (BFD) | 1       | 18        | 6       | 6         | 11        | 5         | 13      | 15        |         | 128,0  | 107,0                 |
| 12   | Támara Echegoyen Paula Barceló                | Spanien            | 19†     | 15      | 14      | 12        | 4       | 17        | 13      | 7         | 4         | 16        | 11      | 1         |         | 133,0  | 114,0                 |
| 13   | Johanne Schmidt Andrea Schmidt                | Dänemark           | 20      | 20      | 3       | 15        | 6       | 21† (RET) | 1       | 12        | 14        | 6         | 12      | 6         |         | 136,0  | 115,0                 |
| 14   | Isaura Maenhaut Anouk Geurts                  | Belgien            | 17      | 18      | 11      | 5         | 7       | 4         | 4       | 18        | 6         | 7         | 20†     | 18        |         | 135,0  | 115,0                 |
| 15   | Ronja Grönblom Veera Hokka                    | Finnland           | 8       | 14      | 18      | 13        | 10      | 1         | 8       | 4         | 21† (DSQ) | 11        | 16      | 13        |         | 137,0  | 116,0                 |
| 16   | Freya Black Saskia Tidey                      | Großbritannien     | 9       | 16      | 8       | 21† (BFD) | 14      | 19        | 9       | 14        | 3         | 9         | 15      | 4         |         | 141,0  | 120,0                 |
| 17   | Misaki Tanaka Sera Nagamatsu                  | Japan              | 4       | 12      | 4       | 14        | 12      | 11        | 14      | 16        | 19†       | 13        | 19      | 11        |         | 149,0  | 130,0                 |
| 18   | Aleksandra Melzacka Sandra Jankowiak          | Polen              | 18      | 3       | 19      | 11        | 18      | 14        | 7       | 21† (RET) | 12        | 21† (RET) | 2       | 19        |         | 165,0  | 144,0                 |
| 19   | Zofia Burska Sára Tkadlecová                  | Tschechien         | 11      | 13      | 7       | 2         | 20†     | 15        | 16      | 19        | 18        | 19        | 18      | 16        |         | 174,0  | 154,0                 |
| 20   | Hu Xiaoyu Shan Mengyuan                       | China              | 16      | 10      | 17      | 6         | 13      | 16        | 18      | 15        | 15        | 17        | 17      | 21† (RET) |         | 181,0  | 160,0                 |